# Мартыновка (Барский район)
Мартыновка (укр. Мартинівка) — село на Украине, находится в Барском районе Винницкой области.

## История
Являлась селением Могилевского уезда Подольской губернии Российской империи.
Население по переписи 2001 года составляло 384 человека.

## Адрес местного совета
23040, Винницкая область, Барский р-н, с.Кузьминцы, ул.Ленина, 14б